# Youtou Essoukaye
Pour les articles homonymes, voir Youtou.
Youtou est un village du Sénégal qui est situé en Basse-Casamance et à proximité de la frontière avec la Guinée-Bissau et du Parc de Basse Casamance. Il fait partie de la communauté rurale de Santhiaba Manjacque, de l'arrondissement de Kabrousse, du département d'Oussouye et de la région de Ziguinchor. Youtou comprend 6 quartiers qui sont: boyène, Bringo, Essoukeuyile, Djibonker, Kagar et Kanokendo. Il est l'un des plus gros village du département d'Oussouye. Il avait réussi à bien résister à la colonisation française et à bien préserver sa culture d'Éyamat. Ainsi, Youtou fait également partie du groupe d'Ayamat qui se compose de plusieurs villages du Sénégal et de la Guinée-Bissau. Cela se comprend par les existantes coopérations inter-villageoises puisque ce sont les mêmes peuples qui habitent dans ces différents pays ou villages. L'histoire montre aussi que les villages de Kaguitte et d'Effock appartenaient à Youtou. De plus, il y a certains terres de Youtou qui se trouvent dans le territoire de Guinée-Bissau. Cela témoigne les erreurs de délimitations des frontières africaines élaborées par les impérialistes français et portugais et la nécessité d'une bonne intégration africaine.